# Mary Ellen Bute
Pour les articles homonymes, voir Bute.
Mary Ellen Bute est une pionnière américaine du film d'animation expérimental, née le 21 novembre 1906 à Houston et décédée le 17 octobre 1983 à New York.

## Biographie
Mary Ellen Bute est né à Houston au Texas le 21 novembre 1906. Elle étudie à la Pennsylvania Academy of Art puis au département de théâtre à l'université de Yale et la Sorbonne. Elle se forme à la peinture dans sa ville natale de Houston au Texas.
Elle réalise entre 1934 et 1953 quatorze courts-métrages abstraits et musicaux en compagnie de Theodore Nemeth (dit Ted Nemeth) qui l'aide à réaliser les effets spéciaux. 
Après avoir expérimenté la peinture pour ses films elle fait la rencontre de Leon Theremin, scientifique Russe, connu pour son instrument de musique électronique, le thérémine. En 1932, ils collaborent pour la création d'un instrument permettant de générer des signaux et diffuser une forme lumineuse, le but étant pour Mary Ellen Bute de se substituer au dessin et de pouvoir de façon électronique générer des formes pour son travail d'artiste. 
A cette époque elle fait la rencontre du compositeur Joseph Schillinger qui lui enseigne ses théories de composition basées sur les mathématiques, afin de les transposer dans son œuvre filmique. Elle produira la plupart de ses films de cette manière.
Grâce aux théories de Schilliger et l'utilisation d'oscilloscope pour "dessiner", Mary Ellen Bute se montrera être une pionnière du cinéma expérimental d'animation.

« En tournant les boutons et les interrupteurs sur le tableau de bord je peux "dessiner" avec un rayon de lumière avec autant de liberté qu'un pinceau. Comme les figures et les formes sont produites par la lumière sur l'écran de l'oscillateur, elles sont filmées sur de la pellicule. A force de répétitions et expériences attentives, j'ai accumulé un "répertoire" de formes. Les possibilités créatives sont illimitées »

— Mary Ellen Bute
Ces films ont pour la plupart été diffusés en salles de cinéma, comme avant-programmes pour des longs-métrages.
En 1940, elle épouse Theodore Nemeth avec qui elle aura deux enfants.
Mary Ellen Bute meurt d'une défaillance cardiaque à Cabrini Medical Center de New York, à cinq semaines de son 77e anniversaire le 17 octobre 1983. Six mois plus tôt, le 4 avril, elle recevait les hommages lors d'une rétrospective de ses films au Museum of Modern Art.

## Filmographie
- 1933 : Synchromy, collaboration avec Joseph Schillinger et Lewis Jacobs, non terminé
- 1934 : Rhythm in Light (5 min), collaboration avec Melville Webber et Ted Nemeth
- 1935 : Synchromy No. 2 (5 min 30 ) avec la musique Evening Star issu de Tannhäuser de Richard Wagner
- 1936 : Dada (3 minutes) Clip pour Universal Newsreel.
- 1937 : Parabola (9 min, musique : La Création du monde de Darius Milhaud)
- 1937 : Escape (coleur, 4,5 min), musique : Toccata et fugue en ré mineur de J.S. Bach
- 1939 : Spook Sport (coleur, 8 min) musique Danse macabre de Camille Saint-Saëns, animation de Norman McLaren
- 1940 : Tarantella, co-animé avec Norman McLaren, couleur, 5 min[5]
- 1947 : Polka Graph couleur, 4 min 30, musique Polka tirée de The Age of Gold de Dmitri Chostakovitch
- 1948 : Color Rhapsody (aka Color Rhapsodie) couleur 6 min
- 1948 : Imagination  couleur
- 1949 : New Sensations in Sound couleur 3 min
- 1950 : Pastorale  couleur, 9 min,  musique Sheep May Safely Graze de Bach
- 1952 : Abstronic  couleur, 7 min Aaron Copland's Hoe Down et Don Gillis's Ranch House Party
- 1953 : Mood Contrasts  couleur, 7 min
- 1956 : The Boy Who Saw Through (producer), b/w, 25 min, Stars a young Christopher Walken.
- 1966 : Passages from Finnegans Wake, 97 min, Semaine de la critique / Festival de Cannes 1965